# Subergorgia suberosa
Subergorgia suberosa is een zachte koraalsoort uit de familie Subergorgiidae. De koraalsoort komt uit het geslacht Subergorgia. Subergorgia suberosa werd in 1766 als Gorgonia suberosa voor het eerst wetenschappelijk beschreven door Peter Simon Pallas.
1. ↑  Pallas, P.S. (1766). Elenchus zoophytorum sistens generum adumbrationes generaliores et specierum cognitarum succintas descriptiones, cum selectis auctorum synonymis. Fransiscum Varrentrapp, Hagae. pp. 451